# Dracaena draco
Dracaena draco là một loài thực vật có hoa trong họ Măng tây. Loài này được (L.) L. mô tả khoa học đầu tiên năm 1767.

## Hình ảnh

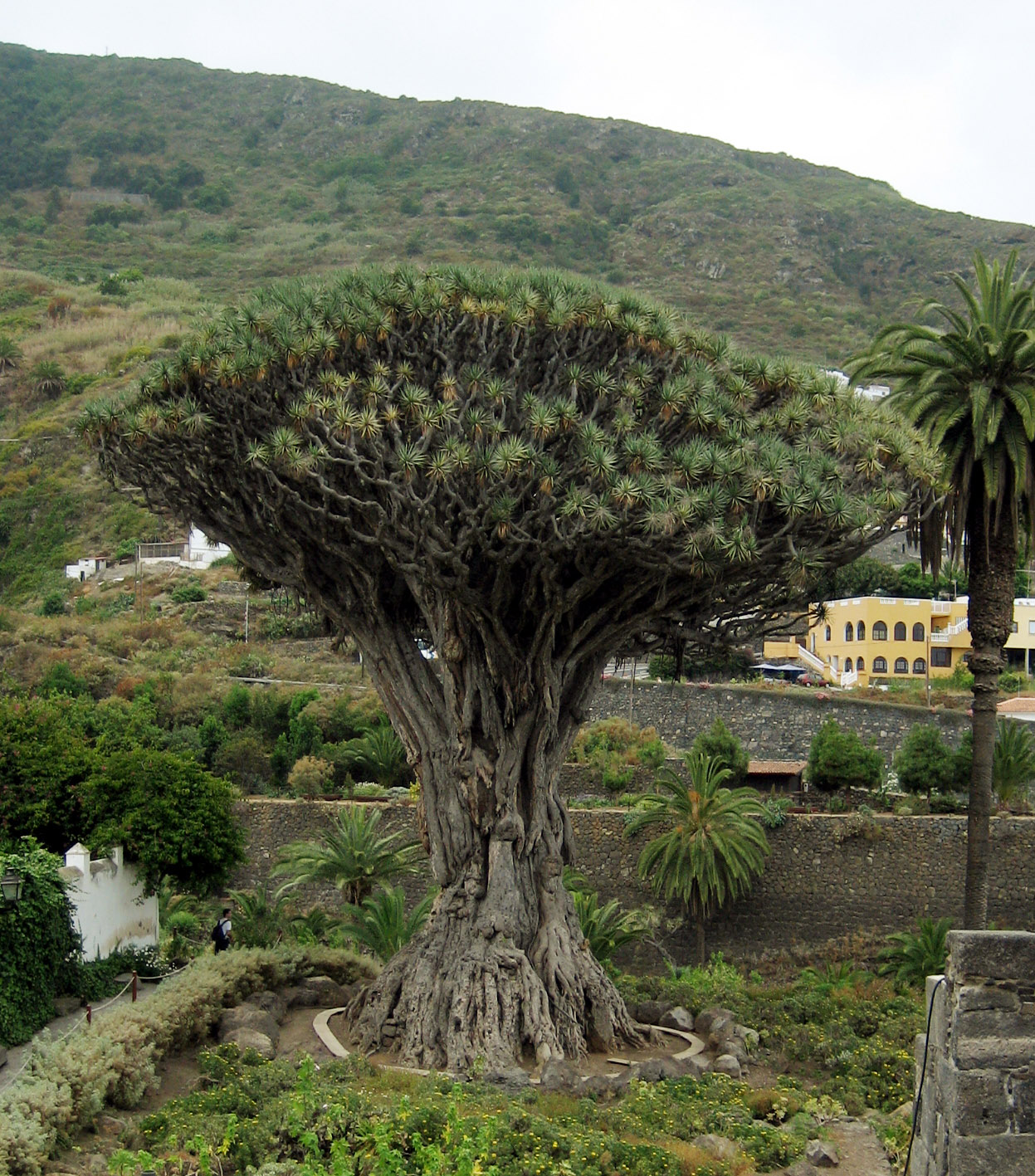
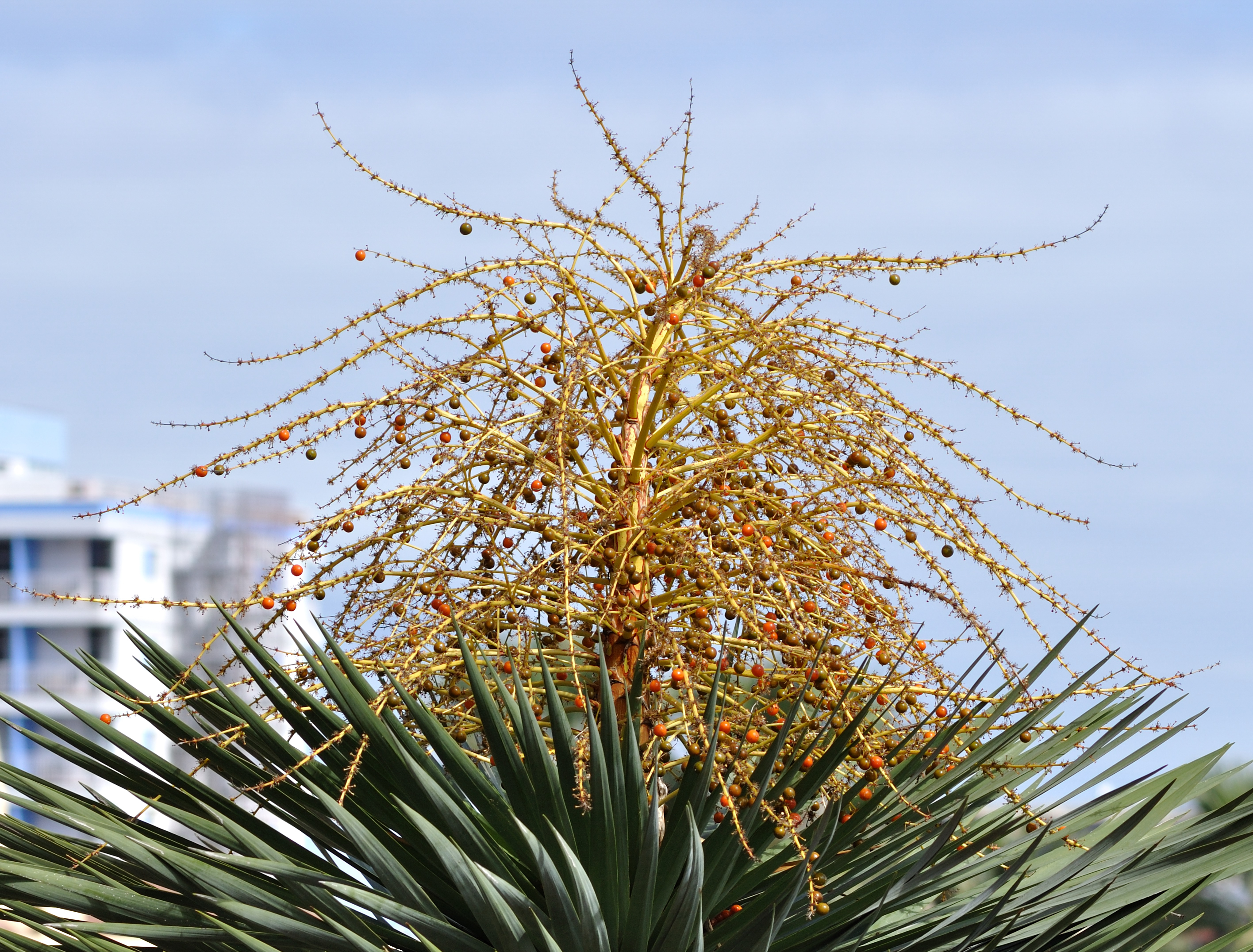
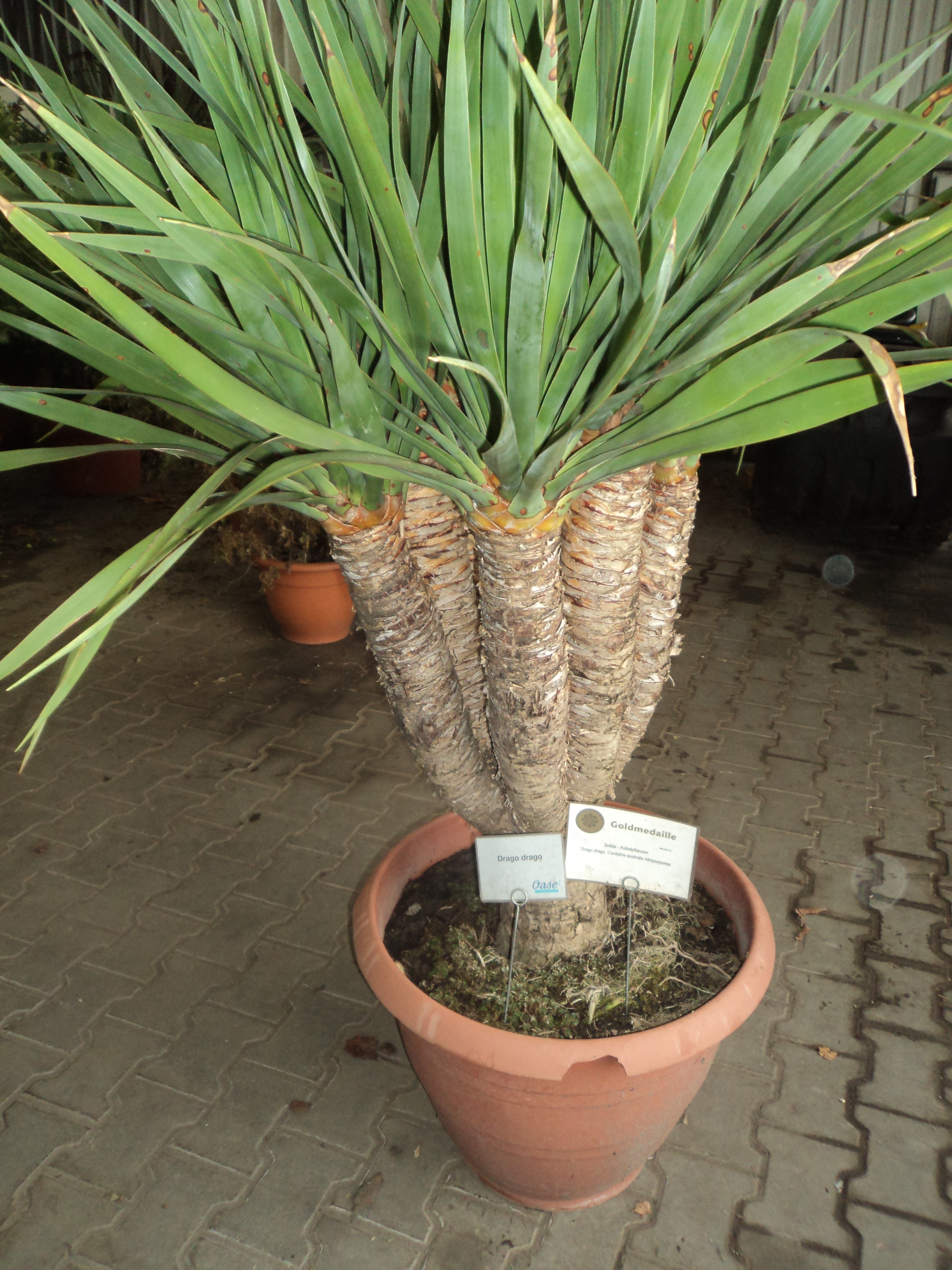
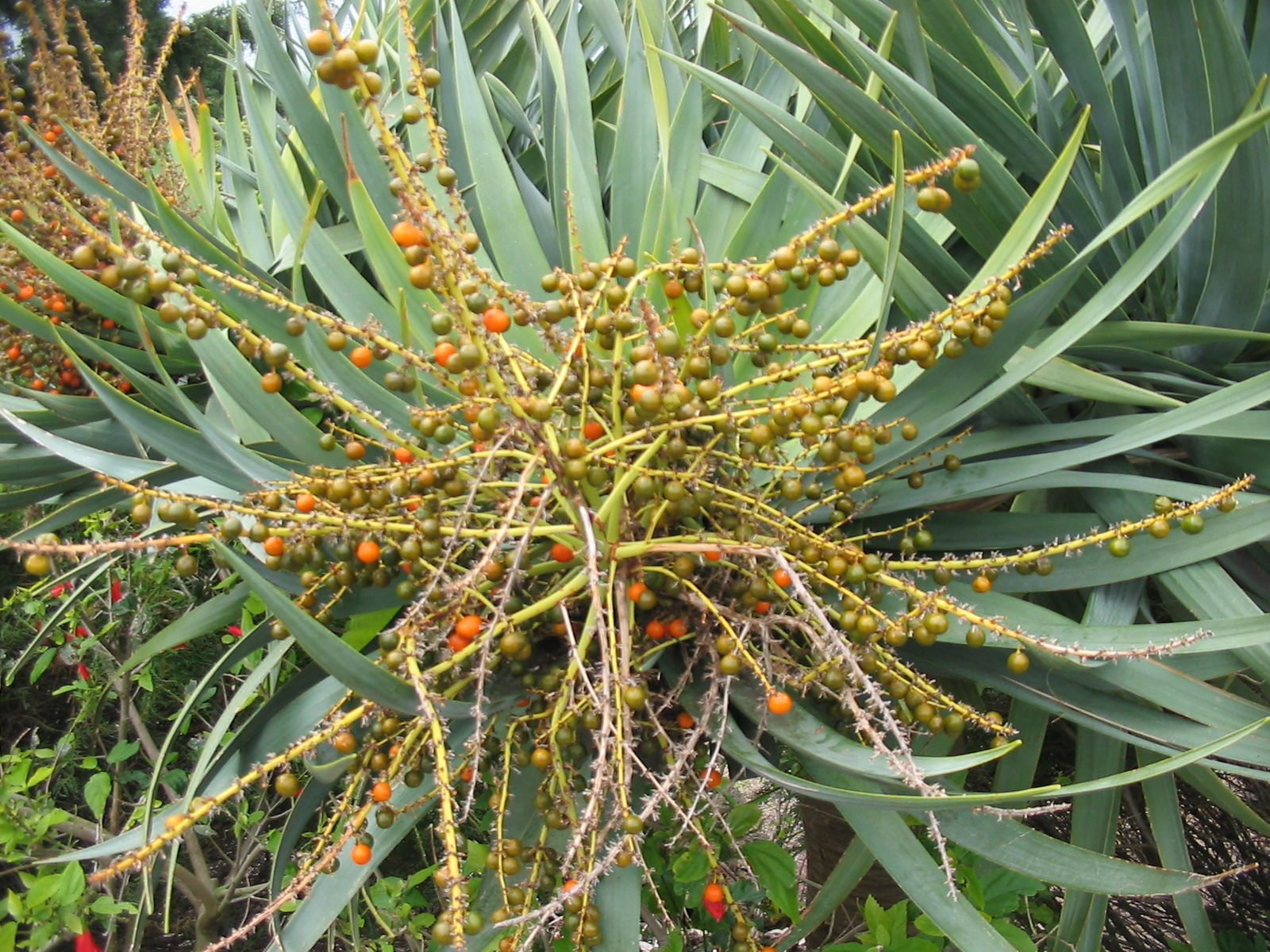